# Tejado
Tejado là một đô thị ở tỉnh Soria, Castile and León, Tây Ban Nha. Theo điều tra dân số năm 2004 của Viện thống kê quốc gia Tây Ban Nha, đô thị này có dân số 185 dân.